# Aet
Az Aet az Agátával rokon észt női név. Gyakran használják becézőként is. Névnapja február 5-én van.
2021. január 1-én 271 nőt hívtak így, ezzel a 453. leggyakoribb keresztnév az országban. Legtöbben Hiiu megyében laktak.
Neves viselői:
- Aet Annist (1973-), szociálantropológus
- Aet Laigu, producer, filmrendező
- Aet Maasik (1941-2013), belsőépítész
- Aet Maatee (1961-), politikus, múzeumigazgató
- Aet Ollisaar (1966-), textilművész

## Fordítás
Ez a szócikk részben vagy egészben  az   Aet című angol Wikipédia-szócikk ezen változatának fordításán alapul.  Az eredeti cikk szerkesztőit annak laptörténete sorolja fel. Ez a jelzés csupán a megfogalmazás eredetét és a szerzői jogokat jelzi, nem szolgál a cikkben szereplő információk forrásmegjelöléseként.